# 乐善桥 (泰安)
乐善桥，位于山东省泰山风景名胜区内，无极庙西北，始建年代不详，民国二十五年（1936年）重修。
2013年，列入第四批山东省文物保护单位，分类为近现代重要史迹及代表性建筑。